# Justyna Chrzanowska
Justyna Chrzanowska – polska prawniczka, urzędniczka, legislatorka, radczyni prawna; pełnomocnik Ministra Spraw Zagranicznych do spraw postępowań przed Europejskim Trybunałem Praw Człowieka (2012–2018).

## Życiorys
Absolwentka Wydziału Prawa i Administracji Uniwersytetu Warszawskiego (2001) oraz Krajowej Szkoły Administracji Publicznej (XIII promocja, 2003–2005). Radca prawna w Okręgowej Izbie Radców Prawnych w Warszawie, członkini Komisji Praw Człowieka przy Krajowej Izbie Radców Prawnych. Dyplomowana legislatorka w Rządowym Centrum Legislacji.
Związana od 2005 z polską służbą dyplomatyczną. Od czerwca 2006 zastępca pełnomocnika Ministra Spraw Zagranicznych do spraw postępowań przed Europejskim Trybunałem Praw Człowieka. Od 28 maja 2012 Dyrektor Departamentu do spraw postępowań przed międzynarodowymi organami ochrony praw człowieka. W latach 2012–2018 Przewodnicząca międzyresortowego Zespołu do spraw ETPC, odpowiedzialnego m.in. za koordynację wykonywania wyroków ETPC w Polsce. 3 lipca 2012 powołana na pełnomocnika Ministra ds. postępowań przed ETPC. Funkcję pełniła do 15 października 2018. Od 15 lipca 2019 do 14 września 2020 naczelnik Wydziału Praw Człowieka w Departamencie Narodów Zjednoczonych i Praw Człowieka MSZ, następnie zastępczyni dyrektora tegoż Departamentu odpowiedzialna m.in. za kwestie polskiego członkostwa w Radzie Praw Człowieka ONZ, współpracę z Radą Europy, OBWE w jego trzecim wymiarze oraz tematykę praw człowieka w UE. 31 października 2021 zakończyła pracę w MSZ. W styczniu 2024 powróciła do MSZ, obejmując stanowisko dyrektorki Departamentu Konsularnego.
Uznana przez Dziennik Gazeta Prawna za jedną z 50 najbardziej wpływowych prawników w Polsce w 2018 (45. miejsce).